# André Hunebelle
André Hunebelle (1. září 1896, Meudon, Hauts-de-Seine, Francie – 27. listopadu 1985, Nice, Alpes-Maritimes, Francie) byl francouzský umělecký designér, filmový scenárista, producent a režisér, který proslul jakožto tvůrce lehkých filmových komedií ať se jednalo o komedie romantické, vědecko-fantastické či historické.
Mezi jeho nejznámější snímky patří, mimo jiné, trilogie o Fantomasovi s Jeanem Maraisem v hlavní dvojroli (první hlavní roli zde hrál Louis de Funès) nebo snímek Tři mušketýři či dvojice parodických později natočených komediálních filmů na totéž téma Čtyři sluhové a čtyři mušketýři a Čtyři sluhové a kardinál.
Původním povoláním byl technik, ale toto povolání fakticky nevykonával. Po první světové válce pracoval jakožto umělecký designér, galerista a obchodník. Navrhoval kolekce užitkového a okrasného skla a ve své době byl poměrně úspěšný i známý. K filmu se dostal až ve svých 50 letech po 2. světové válce. Přesto se stal francouzským filmovým klasikem a jedním z komerčně nejúspěšnějších francouzských filmových režisérů.

## Filmografie, výběr
- 1948 Bláznivé řemeslo
- 1949 Mise v Tangeru
- 1950 Dejte si pozor na blondýnky
- 1951 Moje žena je báječná
- 1952 Pan Taxi
- 1954 Kadet Rousselle
- 1955 Nemožný pan domovník
- 1955 Třináct u stolu
- 1959 Hrbáč
- 1960 Kapitán
- 1961 Ve službách krále
- 1962 Tajnosti Paříže
- 1964 Fantomas
- 1965 Fantomas se zlobí
- 1966 Fantomas kontra Scotland Yard
- 1968 Ve znamení Monte Christa
- 1974 Čtyři sluhové a čtyři mušketýři
- 1974 Čtyři sluhové a kardinál